# Miguel Mancera
Miguel Mancera Aguayo (* 18. Dezember 1932 in Mexiko-Stadt) ist ein mexikanischer Wirtschaftswissenschaftler.
Miguel Mancera war zwischen 1982 und 1998 Vorsitzender der mexikanischen Zentralbank. Während seiner Amtszeit wurde die gegenwärtige mexikanische Währung eingeführt, der Nuevo Peso.
Er wurde 1992 mit dem Premio Rey Juan Carlos ausgezeichnet, der höchsten Auszeichnung für Ökonomen im spanischsprachigen Raum.
| Personendaten    | Personendaten                                                |
| ---------------- | ------------------------------------------------------------ |
| NAME             | Mancera, Miguel                                              |
| ALTERNATIVNAMEN  | Mancera Aguayo, Miguel (vollständiger Name)                  |
| KURZBESCHREIBUNG | mexikanischer Ökonom, Direktor der mexikanischen Zentralbank |
| GEBURTSDATUM     | 18. Dezember 1932                                            |
| GEBURTSORT       | Mexiko-Stadt                                                 |